# Balyn (Kamjanez-Podilskyj)
Balyn (ukrainisch Балин; russisch Балин Balin, polnisch Bałyn) ist ein Dorf im Süden der ukrainischen Oblast Chmelnyzkyj mit etwa 2200 Einwohnern (2001).

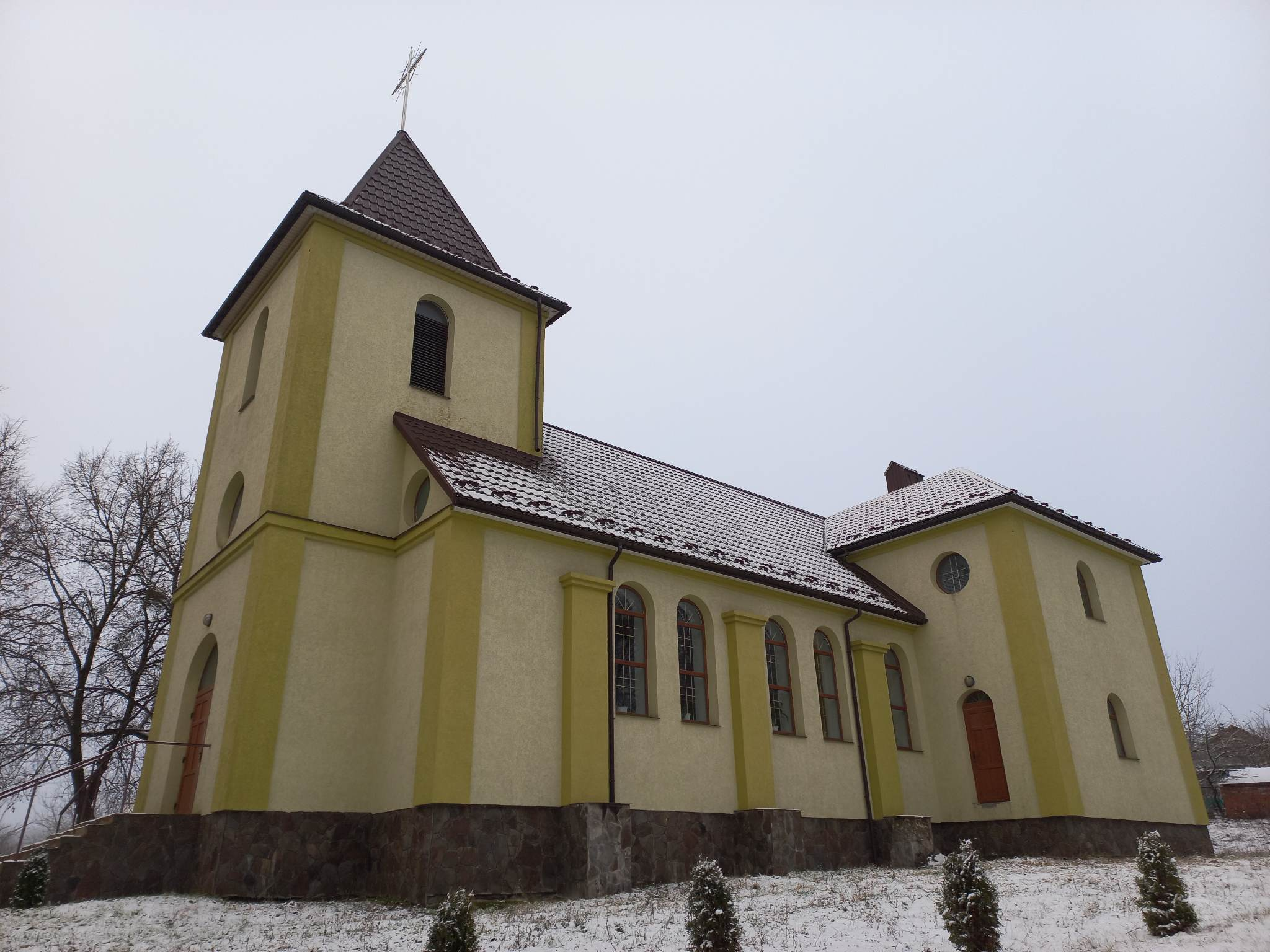
Kirche im Ort

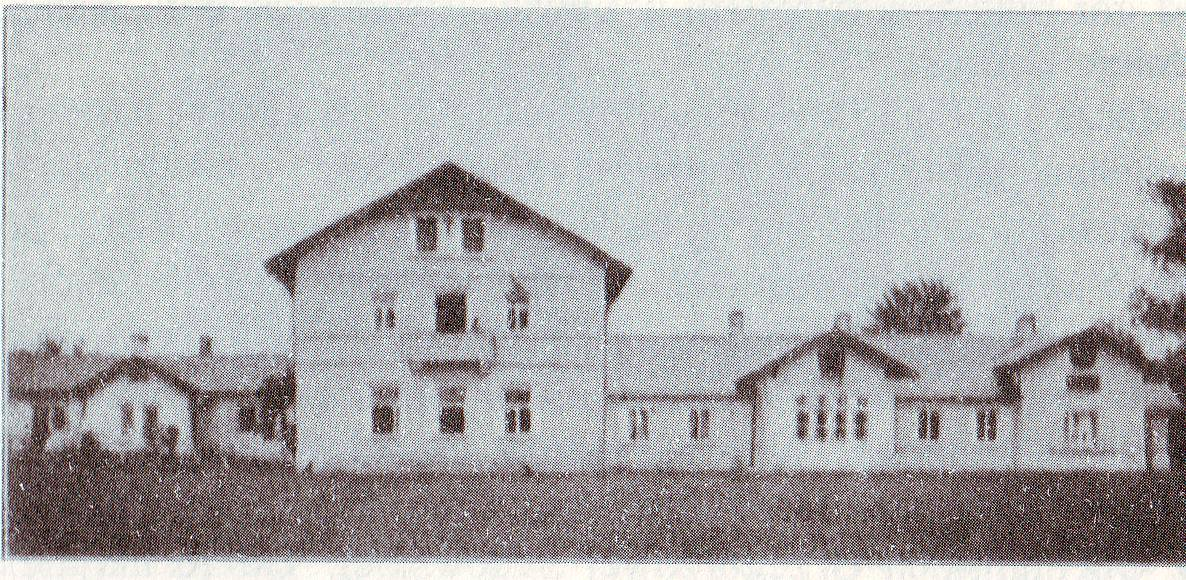
Balyn 1929

Die Ortschaft liegt auf einer Höhe von 268 m am Ufer der Mukscha (Мукша), einem 56 km langen, linken Nebenfluss des Dnister, 13 km südöstlich vom Gemeindezentrum Smotrytsch, 15 km westlich vom ehemaligen Rajonzentrum Dunajiwzi und 72 km südlich vom Oblastzentrum Chmelnyzkyj. Durch das Dorf verläuft die Territorialstraße T–23–08.
Am 28. Juni 1919 wurde am Bahnhof von Balyn (in Balyniwka) der ukrainische Militärführer und Oberst der Armee der Ukrainischen Volksrepublik Petro Bolbotschan standrechtlich erschossen.
Am 29. August 2017 wurde das Dorf ein Teil der neugegründeten Siedlungsgemeinde Smotrytsch, bis dahin bildete es zusammen mit den Dorf Balyniwka (Балинівка) die gleichnamige Landratsgemeinde Balyn (Балинська сільська рада/Balynska silska rada) im Westen des Rajons Dunajiwzi.
Am 17. Juli 2020 kam es im Zuge einer großen Rajonsreform zum Anschluss des Rajonsgebietes an den Rajon Kamjanez-Podilskyj.